# Коукал габонський
Коука́л габонський (Centropus anselli) — вид зозулеподібних птахів родини зозулевих (Cuculidae). Мешкає в Центральній Африці.

## Опис
Довжина птаха становить 46-48 см. Голова, шия з боків і спина синювато-чорні з пурпуровим відблиском, нижня частина спини і надхвістя білувато-охристі, поцятковані чорними смужками, крила темно-каштанові, на кінці більш темні. Хвіст чорнувато-бронзовий з зеленим відблиском. Нижня частина тіла рудувато-охриста або охриста. Очі червонувато-карі, дзьоб чорний, лапи чорні. Самиці є дещо більшими за самців. У молодих птахів верхня частина тіла бура, голова у них поцяткована світлими смужками, лоб рудувато-коричневий, нижня частина руда або охриста, легко поцяткована чорними смужками, крила і хвіст смугасті, каштаново-чорні. Очі сірувато-карі, дзьоб зверху сірий. знизу зеленуватий, лапи темно-сірі.

## Поширення і екологія
Габонські коукали мешкають на півдні Камеруну, південному заході Центральноафриканської Республіки, в Екваторіальній Гвінеї, Габоні і Республіці Конго, на заході Демократичної Республіки Конго та на півночі Анголи. Вони живуть у вологих і заболочених тропічних лісах, на узліссях і болотах. Ведуть переважно наземний спосіб життя, живляться  комахами, равликами, земноводними, дрібними птахами, ящірками і зміями, яких шукають в підліску, іноді на деревах і серед ліан. Гніздування припадає на сезон дощів, або, у більш вологих районах, на посушливий період між двома сезонами дощів.